# Sistema visual

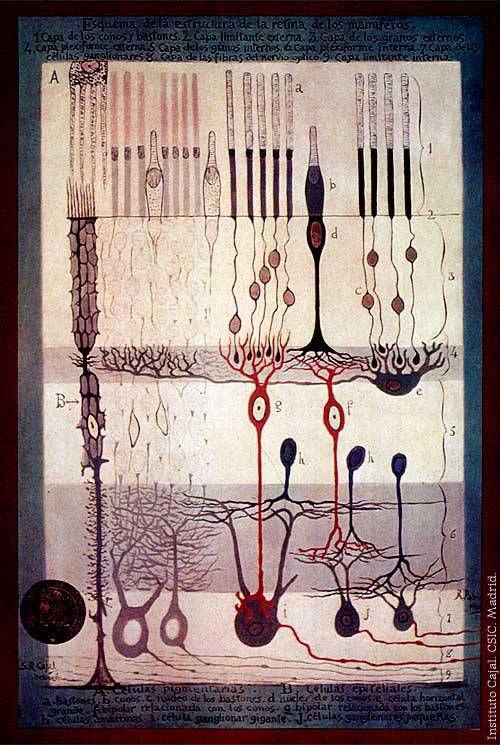
Santiago Ramón y Cajal, "Structure of the Mammalian Retina" (1900).

El sistema visual és la part del sistema nerviós central que brinda als organismes l'habilitat de processar detall visual, així com habilitar la formació de diverses funcions de resposta de foto sense imatge. Detecta i interpreta informació de la llum visible per a crear una representació de l'ambient al voltant. El sistema visual du a terme una sèrie de tasques complexes, incloent la recepció de la llum i la formació de representacions monoculars; l'acumulació d'una percepció binocular nuclear d'un parell de dues projeccions dimensionals; la identificació i categorització d'objectes visuals; avaluant distàncies cap a i entre objectes; i guiant els moviments del cos amb relació a l'objecte vist. El procés psicològic d'informació visual es coneix com a percepció visual, una manca de la qual es diu ceguesa. Les funcions visuals sense informació d'imatges, independent de la percepció visual, inclou el reflex de llum pupil·lar (RLP) i el fotoentrenament circadià.

## Resum del sistema

### Mecànica
La còrnia i els lents de cristal·lí refracten la llum en una petita imatge i brilla sobre la retina. La retina transdueix aquesta imatge en un impuls elèctric usant els bastons i els cons. Els nervis òptics són els que carreguen aquests impulsos a través del canal òptic. Quan arriba al quiasma òptic les fibres nervioses es creuen (esquerra es fa dreta). Després les fibres es ramifiquen i acaben en tres llocs.

### Neuronal
La majoria acaben en el nucli lateral geniculat (LGN). Previ al fet que el LGN arribi als polsos del V1 en el còrtex visual (primari) mesura el rang d'objectes i etiqueta a cada objecte gran amb una etiqueta de velocitat. Aquestes etiquetes prediuen el moviment dels objectes.
El LGN també mana informació (caràcter) al V2 i V3.
El V1 treballa la detecció de les vores per entendre l'organització d'aquest espai (s'inicia en 40 mil·lisegons, enfocant només en petits espais i canvis de color. 100 mil·lisegons després, al rebre el LGN traduït, amb la informació del V2 i V3, també comença enfocant a organització global).
El V2 es mou endavant (directament a la via pulvinar) impulsa al V1 i els rep.
El pulvinar és el responsable de l'atenció visual. El V2 té gairebé la mateixa funció que el V1, però, també s'encarrega dels contorns il·lusoris, determinant la profunditat comparant els polsos drets i esquerres (imatges 2D), distingint el primer pla. V2 es connecta a V1-V5.
El V3 ajuda a processar el "moviment global" (direcció i velocitat) dels objectes. El V3 es connecta amb el V1 (tènuement), V2, i el còrtex temporal inferior.
El V4 reconeix les figures simples, es connecta fermament amb el V1, V2, V3, LGN i el pulvinar.sortides del V5 inclouen al V4 i l'àrea al voltant, i el moviment motor de les escorces oculars (l'àrea intraparietal de l'ull).
Les funcions del V5 són similars a la dels altres V's, però integra el moviment dels objectes locals a un moviment local global d'un nivell complex. El V6 treballa en la conjunció amb el V5 i una anàlisi al moviment. El V5 analitza l'auto-moviment, on el V6 analitza el moviment dels objectes relatius a un segon pla. L'input primari del V6 és V1, amb les aportacions del V5. El V6 atrapa el mapa topogràfic de la visió. El V6 es desconnecta de la regió que està al voltant d'aquest (V6A). El V6A té connexions al moviment dels braços vòrtex, incloent el còrtex premotor.
El gir temporal inferior reconeix figures complexes, objectes i cares, o en conjunt amb l'hipocamps crea noves memories. El pretecte o àrea pretectal està composta per set nuclis únics. Nuclis pretectals anteriors, posteriors i mitjans inhibeixen el dolor (indirectament), ajuden en el REM i ajuden a acomodar reflexos, respectivament. El nucli Edinger-Westphal modera la dilatació de la pupil·la i ajuda (proveeix fibres parasimpàtiques) en la convergència dels ulls i l'ajust dels lents. Els nuclis de la cintilla òptica s'involucren en una suau recerca de moviment ocular i d'acomodar el reflex, igual que el REM.
El nucli supraquiasmàtic és la regió de l'hipotàlem que atura la producció de melatonina (indirectament) a primera vista.

## Estructura
- L'ull, especialment la retina.
- El nervi òptic.
- El quiasma òptic.
- El tracte òptic.
- El cos geniculat lateral.
- El còrtex visual.
- El còrtex d'associació visual.

Aquests es divideixen en vies anteriors i posteriors. La via anterior visual es refereix a les estructures involucrades en la visió abans del nucli geniculat lateral. La via posterior visual es refereix a les estructures després d'aquest punt.

### Ull
La llum que entra a l'ull és refractada a mesura que passa a través de la còrnia. Després passa a través de la pupil·la (controlada per l'iris) i es refracta encara més per la lent. La còrnia i la lent actuen juntes com una lent composta per a projectar una imatge invertida a la retina.

#### Retina
La retina consisteix en un llarg nombre de cèl·lules fotoreceptores les quals contenen molècules de proteïnes anomenades opsines. En els humans, hi ha dos tipus d'opsines que estan involucrades amb la visió: bastons d'opsines i opsines coníferes. (Hi ha un tercer tipus, melanopsina, que està en les cèl·lules ganglionars de la retina (RGC), part del rellotge biològic mecànic, probablement no està embolicat amb la visió conscient, les RGC es projecta al nucli olivar pretectal (ON). Una opsina absorbeix un fotó (partícula de llum) i transmet senyal a una cèl·lula a través d'un senyal de camí traductora, arribant a la hiperpolarització d'un fotoreceptor.
Els bastons i els cons difereixen en la seva funció. Els bastons es troben principalment a la perifèria de la retina i són utilitzats per veure en nivells baixos de llum. Els cons es troben principalment al centre (o fòvea) de la retina. Hi ha tres tipus de cons que difereixen en les longituds d'ona de la llum que absorbeixen; normalment se'ls anomena curt o blau, mitjà o verd i llarg o vermell. Els cons s'utilitzen principalment per distingir el color i altres característiques del món visual en nivells normals de llum.
A la retina, els fotoreceptors fan sinapsis directe sobre les cèl·lules bipolars, les quals dirigeixen la sinapsi cap a les cèl·lules ganglionars de la capa més exterior, que condueix el potencial d'acció al cervell. Una part significativa del procés visual neix dels patrons de comunicació entre neurones a la retina. Prop de 130 milions de fotoreceptors absorbeixen la llum, però, aproximadament 1,2 milions d'axons de les cèl·lules ganglionars transmeten informació de la retina al cervell. El processament a la retina inclou la formació de centre receptiu de cèl·lules bipolars i ganglionars a la retina, igual que convergeix i divergeix dels fotoreceptors a la cèl·lula bipolar. A més, altres neurones a la retina, en particular horitzontal i cèl·lules amacrines, transmeten informació lateralment (de la neurona en una capa, a la neurona adjacent a la mateixa capa), resultant en uns camps receptius més complexos que poden ser indiferents al color i sensibles al moviment, o sensibles al color i indiferents al moviment.

#### Mecanisme de la generació de signes visuals
La retina s'adapta per canviar a la llum a través de l'ús dels bastons. En la foscor, la retina cromofora té una forma doblegada anomenada cis-retinal (referint-se a una conformació cis en un dels enllaços dobles). Quan la llum interactua amb la retina, canvia la conformació a una forma recta anomenada trans-retinal i trenca amb l'opsina. A això se li diu blanqueig perquè la rodopsina purificada canvia de violeta a incolor a la llum. A la línia base en la foscor, la rodopsina no absorbeix llum i allibera glutamat el qual inhibeix la cèl·lula bipolar. Això inhibeix l'alliberament de neurotransmissors des de les cèl·lules bipolars fins a la cèl·lula ganglionar. Quan hi ha llum present, la secreció de glutamat cessa, per tant, ja no inhibeix a la cèl·lula bipolar d'alliberar neurotransmissors a la cèl·lula ganglionar i, per tant, una imatge pot ser detectada.
El resultat final de tot aquest processament són cinc diferents poblacions de cèl·lules ganglionars que envien informació (formació d'imatges i sense formació d'imatges) visual al cervell:
1. Cèl·lules M, amb grans camps receptius d'envolvent central que són sensibles a la profunditat, indiferents al color i s'adapten ràpidament a un estímul.
2. Cèl·lules P, amb camps receptius més petits d'envolvent central que són sensibles al color i la forma.
3. Cèl·lules K, amb grans camps receptius de centre només que són sensibles al color i indiferents a la forma o profunditat;
4. Una altra població que és intrínsecament fotosensible; i
5. una població final que s'utilitza per als moviments oculars.[26]

Un estudi de la Universitat de Pennsylvania el 2006 va calcular l'ample de banda aproximat de les retines humanes i estava al voltant de 8960 kilobits per segon, mentre que les retines de conillets d'índia transferien aproximadament 875 kilobits.
El 2007 Zaidi i els seus co-investigadors en ambdós costats de l'Atlàntic, estudiant a pacients sense bastons i cons, van descobrir que la nova cèl·lula fotoreceptora ganglionar en humans també té un paper en la visió perceptiva conscient i inconscient. EL pic de l'espectre sensible va ser de 481 nm. Això demostra que hi ha dos camins per a la visió de la retina - una basada en els fotoreceptors clàssics (bastons i cons) i l'altra, acabada de descobrir, basada en cèl·lula fotoreceptora ganglionar que actuen com a detectors de brillantor visual rudimentaris.

#### Fotoquímica
El funcionament d'una càmera és sovint comparat amb el funcionament de l'ull, principalment perquè tots dos enfoquen la llum d'objectes externs en el camp visual sobre un mitjà sensible a la llum. En el cas d'una càmera, aquest mitjà és el cinema o un sensor electrònic; en el cas de l'ull, és una matriu de receptors visuals. Amb aquesta similitud geomètrica simple, basada en les lleis de l'òptica, l'ull funciona com un transductor, igual que una càmera CCD.
En el sistema visual, la molècula retinal és una molècula sensora de la llum fundada en les varetes i coníferes de la retina. La molècula retinal és una estructura fonamental que s'encarrega de la interpretació de la llum cap a les senyals visuals, el nervi i.e. empeny cap al sistema ocular del sistema nerviós central. Quan es presenta llum, la molècula retinal es configura com a resultat dels impulsos nerviosos que són generats.

### Nervi òptic
La informació sobre la imatge que és captada per l'ull es transmet al cervell per mitjà del nervi òptic. Diferents poblacions de cèl·lules ganglionars a la retina envien informació al cervell a través del nervi òptic. Prop d'un 90% de l'axó en el nervi òptic passa pel nucli glangunat lateral en el tàlem. Aquests axons s'originen de les cèl·lules ganglionars de la retina M, P i K. Aquest procés paral·lel és important per a reconstruir el món visual; cada tipus d'informació passa per diferents rutes per a que es dongui la percepció. Una altra població envia informació al colícul superior al cervell mitjà, el qual assisteix a controlar el moviment ocular (moviments sàdics) igual que altres respostes motores.
Al final la població de cèl·lules fotosensibles ganglionars, que contenen melanopsina per fotosensibilitat, envien informació per mitjà del tracte retinohipotalàmic al pretecte (reflexos pupil·lars), a diverses estructures involucrades en el control del ritme circadià i son, com el nucli supraquiasmàtic (el rellotge biològic), i cap al nucli ventrolateral preòptic (una regió involucrada en la regulació de la son). Un paper recentment descobert per a les cèl·lules fotoreceptores ganglionars és que elles intervenen la visió conscient i inconscient - actuant com a detectores de brillantor visual rudamententari com es mostra en ulls sense bastons ni cons.

### Quiasma òptic
Els nervis òptics d'ambdós ulls es troben i creuen en el quiasma òptic, a la base de l'hipotàlem del cervell. En aquest punt la informació que ve dels dos ulls és combinada i després es divideix depenent del camp visual. Les meitats corresponents de camp visual (dret i esquerre) són enviats a la meitat dreta i esquerra del cervell respectivament, a ser processada. Això vol dir que el costat dret de l'escorça visual primària s'encarrega de la meitat esquerra del camp visual dels dos ulls, i semblant amb la meitat izquierda. Una petita regió al centre del camp visual és processada excessivament per les dues meitats del cervell.

### Tracte òptic
La informació del camp visual dret (ara a la banda esquerra de cervell) viatja en el tracte òptic esquerre. La informació del camp visual esquerre viatja en el tracte òptic dret. Cada tracte òptic acaba al nucli lateral geniculat (NLG) en el tàlem.

### Nucli geniculat lateral
El nucli geniculat lateral (NGL) es localitza en el tàlem del cervell. El NGL consisteix en sis capes en humans i altres primats començant pel Catarrhini, incloent Cercopithecidae i micos. Les capes 1, 4 i 6 corresponen a la informació de les fibres contralaterals (creuades) de la retina nasal (camp visual temporal). Les capes 2, 3 i 5 corresponen a la informació de les fibres ipsilaterals (no creuades) de la retina temporal (camp visual nasal). La capa 1 conté cèl·lules M que corresponen a les cèl·lules M (magnocel·lular) del nervi òptic de l'ull oposat i s'encarreguen de la percepció de profunditat i moviment. Les capes 4 i 6 del NGL també es connecten amb l'ull oposat, però a la cèl·lula P (color i vores) del nervi òptic. En contrast, les capes 2, 3 i 5 del NGL connecten a les cèl·lules M i P (parvocelular) del nervi òptic per la mateixa part de el cervell com és respectiu el NGL. Estès, les sis capes del NGL són l'àrea d'una targeta de crèdit i com tres vegades el seu gruix. El NGL està enrotllat en dos el·lipsoides de la mida de dos ous d'ocells. Enmig de les sis capes hi ha petites cèl·lules que reben informació de la cèl·lula K (color) a la retina. Les neurones del NGL després relleven la imatge visual del còrtex visual primari (V1) que està localitzat a la part de darrere del cervell en el lòbul occipital i prop del solc de calcarina. El NGL és no només una estació de relleu, sinó també un centre de procés; rep informació recíproca de les capes corticals i subcorticals i innervació recíproca del còrtex visual.

### Radiació òptica
La radiació òptica, cadascun dels costats del cervell carreguen informació del nucli geniculat lateral del tàlem a la capa 4 del còrtex visual. La capa P de neurones del NGL relleva la capa V1 4C β. La capa M de neurones relleven a la capa V1 4C α. La capa K de neurones del NGL relleva grans neurones anomenades blobs en la capa 2 i 3 de V1.
Hi ha una correspondència directa d'una posició angular en el camp visual de l'ull, tot el camí pel tracte òptic a una posició d'un nervi a V1 (fins al V4, i de les àrees visuals primàries. Després d'això, el camí visual és separat cap al camí dorsal i ventral).

### Còrtex visual
El còrtex visual és el sistema més llarg en el cervell humà i és responsable de processar una imatge visual. Es troba a la part posterior del cervell, per sobre del cerebel. La regió que rep informació directament del NGL es diu còrtex visual primari, (també anomenat V1 i còrtex estriat). La informació visual després flueix a través d'una jerarquia cortical. Aquestes àrees inclouen V2, V3, V4 i l'àrea V5 / MT (la connectivitat exacta depèn de l'espècie de l'animal). Aquestes àrees visuals secundàries (anomenades col·lectivament l'escorça visual extraestriada) processen una àmplia varietat de primitives visuals. Les neurones a V1 i V2 responen selectivament a barres d'orientacions específiques o combinacions de barres. Es creu que aquestes donen suport a la detecció de vores i cantonades. De la mateixa manera, la informació bàsica sobre el color i moviment es processa aquí.
Heider, et al. (2002) han trobat que les neurones que involucren V1, V2 i V3 poden detectar contorns il·lusoris estereoscòpics; aquests troben que els estímuls estereoscòpics subtinent fins 8ª poden activar aquestes neurones.

### Còrtex d'associació visual
Mentre la informació visual passa a través de la jerarquia visual, la complexitat de les representacions neuronals augmenten. Les neurones V1 responen selectivament a un segment lineal d'una orientació particular en una ubicació retinotòpica, les neurones del complex lateral occipital responen selectivament a un objecte complet (per exemple, una figura dibuixada), i les neurones en una associació visual amb el còrtex responen selectivament a les cares humanes, o a un objecte en particular.
Juntament amb aquesta creixent complexitat de representació neural pot venir un nivell d'especialització del procés cap a dos camins diferents: el corrent dorsal i el corrent ventral(La hipòtesi de les dues corrents, primer proposada per Ungerleider i Mishkin en 1982). El corrent dorsal, comunament referida com el corrent "on", està involucrada amb l'atenció espacial (encoberta i oberta), i es comunica amb les regions que controlen el moviment ocular i el moviment de les mans. Més recentment, aquesta àrea ha estat cridada el corrent "com" per emfatitzar el seu paper en conductes de guia en ubicacions espacials. El corrent ventral, comunament referida com el corrent "què", està involucrada en el reconeixement, identificació i categorització de l'estímul visual.
No obstant això, encara hi ha molt a debatre sobre el grau d'especialització dins d'aquestes dues vies, ja que, de fet, estan molt interconectadas.
Horace Barlow va proposar la hipòtesi de codificació eficient en 1961 com un model teorètic de la codificació sensorial al cervell.
La xarxa de mode predeterminat és una xarxa de regions cerebrals que estan actives quan algú està despert o adormit. El sistema visual de l'omissió pot ser monitoritzat durant l'estat inactiu de l'fMRI: Fox, et al. (2005) va trobar que "El cervell humà està organitzat per una dinàmica de xarxes anti-correlacionades funcionals.
En el lòbul parietal, el còrtex intraparietal lateral i ventral estan involucrats en l'atenció visual i els moviments sacàdics oculars. Aquestes regions es troben en el solc intraparietal.